# Monkey Business (film 1920)
Monkey Business è un cortometraggio muto del 1920 diretto da Edward F. Cline.

## Produzione
Il film fu prodotto dalla Fox Film Corporation (come Sunshine Comedies).

## Distribuzione
Distribuito dalla Fox Film Corporation, il film - un cortometraggio in due bobine - uscì nelle sale cinematografiche USA il 7 giugno 1920.